# Václav Vilém z Roupova
Václav Vilém z Roupova (1580? – 20. září 1641 Litoměřice) byl český šlechtic a politik, jeden z předních vůdců protihabsburského povstání v letech 1618–1620.
Byl považován za jednoho z nejschopnějších stavovských politiků. Patřil mezi šlechtice, kteří nebyli popraveni na Staroměstském náměstí, neboť po bitvě na Bílé hoře uprchl do zahraničí.

## Životopis
Byl příslušníkem rozvětveného a starobylého rodu pánů z Roupova. O jeho mládí nejsou známy podrobnější informace. Václav Vilém studoval v Itálii a ve Švýcarsku. V Čechách mu patřila panství Žitenice a Trnová u Prahy. Byl členem Jednoty bratrské, zastáncem Rudolfova majestátu a v letech 1609–1611 stavovským direktorem.

### Období stavovského povstání
Vždy hájil plány na svržení habsburské nadvlády a patřil k nejradikálnějším členům protikatolické opozice. Byl jedním z předních vůdců českého stavovského povstání v letech 1618–1620. Stal se prezidentem třicetičlenného stavovského direktoria a prosazoval sesazení Ferdinanda II. z českého trůnu a volbu Fridricha Falckého českým králem. Za Fridrichova panování pak zastával úřad nejvyššího kancléře.

### Období po Bílé hoře
Po bělohorské bitvě uprchl s Fridrichem Falckým z Čech a žil v exilu. V nepřítomnosti byl odsouzen ke ztrátě hrdla i veškerých statků. Žil v Berlíně, přestal se angažovat v politice a žil v ústraní. Po šesti letech v exilu žádal Ferdinanda II. o milost a povolení návratu do Čech. Pomáhal mu v tom Zdeněk Vojtěch Popel z Lobkovic i Albrecht z Valdštejna. V roce 1629 byl amnestován.
Do Čech se na krátko vrátil se saskými vojsky v roce 1631. Postaral se o pohřbení hlav popravených účastníků povstání vystavených na staroměstské mostecké věži. Ferdinand II. pohřbení ostatků popravených považoval za zradu a Václav Vilém z Roupova se opět musel uchýlit do exilu.
Podruhé se vrátil v roce 1641 v době tažení švédských vojsk do Čech pod vedením generála Johana Banéra. Stal se hejtmanem Švédy okupovaného kraje v okolí Litoměřic. V té době ho však postihla duševní nemoc a zemřel v roce 1641 v Litoměřicích.